# Massaker von Drobyzkyj Jar

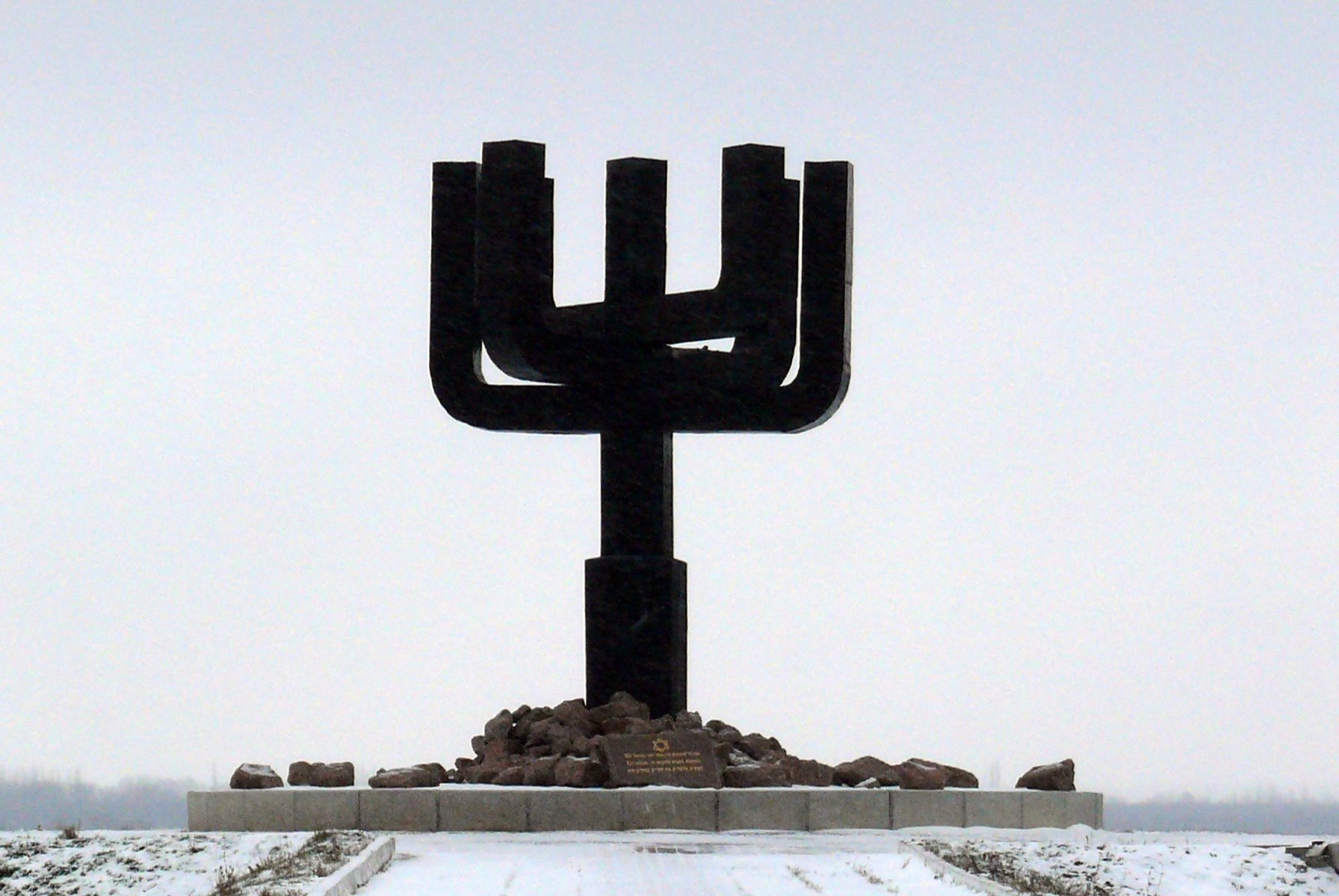
Eine siebenarmige Menora als Denkmal für die Opfer in Drobyzkyj Jar (2007)

Das Massaker von Drobyzkyj Jar war eine Serie von Massenerschießungen in der Schlucht Drobyzkyj Jar (ukrainisch Дробицький Яр; russisch Дробицкий Яр Drobizki Jar) im Osten der ukrainischen Stadt Charkiw (russisch: Charkow), die während der deutschen Besatzung im Zweiten Weltkrieg bis 1943 vorgenommen wurden.

## Geschichte
Die Wehrmacht besetzte Charkiw am 24. Oktober 1941. Bereits am 5. Dezember begann eine Volkszählung, bei der die Juden in besondere Listen eingetragen wurden. Am 14. Dezember 1941 wurden sie auf Befehl des Generalleutnants Alfred von Puttkamer gezwungen, sich innerhalb von zwei Tagen in einem Ghetto aus ehemaligen Arbeiterbaracken der Traktorenfabrik zu versammeln. Täglich wurden von dort Gruppen von 250 bis 300 Menschen zur Erschießung nach Drobyzkyj Jar gebracht. In dem zusätzlich eingesetzten Gaswagen wurden hauptsächlich Frauen und Kinder getötet.
Kurz nach Einnahme der Stadt übernahm der Stab des LV. Armeekorps die Funktion als Stadtkommandantur. Die 57. Infanterie-Division wurde als Sicherungstruppe eingesetzt. Der Kommandeur der 57. Infanterie-Division, Generalmajor Anton Dostler, fungierte bis 13. Dezember als Stadtkommandant, als Charkow dann Heeresgebiet wurde und Alfred von Puttkamer das Amt des Stadtkommandanten übernahm.
Die Administration der Stadt fiel in das Aufgabengebiet der Stadtkommandantur und der Feldkommandantur 757.
Am 14. Dezember befahl der Stadtkommandant, die jüdische Bevölkerung in einer Siedlung vor Charkow zu sammeln. In zwei Tagen sammelten sich dort rund 20.000 Juden. Das Sonderkommando 4a der Einsatzgruppe C der SS unter Standartenführer Paul Blobel, welches hinter der Frontlinie operierte, erschoss die ersten dieser Juden noch im Dezember.
Im Frühjahr 1942 wurde das Ghetto geschlossen. In der Folgezeit wurden in Drobyzkyj Jar sowjetische Kriegsgefangene sowie psychisch kranke Menschen erschossen.
Nach Angaben des Staatsarchivs der Oblast Charkiw wurden etwa 16.000 Menschen in Drobyzkyj Jar ermordet.
Vom 15. bis 18. Dezember 1943 führten Sowjetbehörden gegen drei deutsche Militärangehörige und einen ukrainischen Kollaborateur den Kriegsverbrecherprozess von Charkow, in dem alle Angeklagte zum Tode verurteilt wurden. Er war der erste Kriegsverbrecherprozess.

## Gedenkstätte
Die Gedenkstätte für die Opfer des Massenmordes in Drobyzkyj Jar wurde 2002 eingeweiht. 2022 wurde sie während des russischen Überfalls auf die Ukraine beschädigt.